# Max Rauhofer
Max Rauhofer Federico (Maldonado, Uruguay, 28 de octubre de 1990) es un futbolista uruguayo. Juega como delantero y su primer equipo fue Deportivo Maldonado.

## Clubes
| Club                    | País                 | Año        |
| ----------------------- | -------------------- | ---------- |
| Deportivo Maldonado     | Uruguay              | 2008-2009  |
| Albacete "B"            | España               | 2009-2010  |
| Liverpool               | Uruguay              | 2010-2013  |
| Sud América             | Uruguay              | 2013-2014  |
| Real Monarchs           | Estados Unidos       | 2015-2016  |
| Brown de Puerto Madryn  | Argentina            | 2016       |
| Orange County SC        | Estados Unidos       | 2017       |
| Deportivo Maldonado     | Uruguay              | 2017-2018  |
| Brown de Puerto Madryn  | Argentina            | 2018-2020  |
| Cibao F. C.             | República Dominicana | 2020       |
| Club Atlético Ituzaingó | Uruguay              | 2021- 2023 |